# Petar Blagojevič
Petar Blagojevič (srbsky: Петар Благојевић, německy: Peter Plogojowitz; zemřel 1725) byl srbský rolník, o němž se věřilo, že se po své smrti stal upírem a zabil devět vesničanů. Jeho případ byl nejranějším a jedním z nejpopulárnějších a nejlépe zdokumentovaných případů masové hysterie spojené s upíry. Byl popsán v hlášení císařského zmocněnce Ernsta Frombalda, úředníka Habsburské monarchie. 
Blagojevičův případ měl vliv na vytvoření moderního obrazu upíra v západní populární kultuře.  

## Případ
Petar Blagojevič žil ve vesnici jménem Kisilova (pravděpodobně dnešní Kisiljevo). Tato část Srbska dočasně přešla z Osmanské do Rakouské správy po požarevackém míru (1718) a následně se vrátila zpět pod Osmanskou nadvládu s bělehradským mírem (1739). Blagojevič zemřel v roce 1725 a po jeho smrti následovala vlna dalších náhlých úmrtí (po krátkých onemocněních, s rozestupem zhruba 24 hodin). Během osmi dnů zemřelo devět lidí. Tito lidé krátce před svou smrtí tvrdili, že byli v noci Blagojevičem škrceni. Vdova po Petaru Blagojevičovi navíc uvedla, že ji její manžel navštívil a požádal ji o své opance (boty). Krátce na to se vdova přestěhovala do jiné vesnice. Podle jiných legend přišel Blagojevič zpět domů a žádal svého syna o jídlo. Když jeho syn odmítl, Blagojevič ho brutálně zavraždil; pravděpodobně tak, že ho pokousal a vypil jeho krev. Vesničané se rozhodli exhumovat Blagojevičovo tělo a zjistit, zda nevykazuje známky vampirismu, mezi které nejčastěji patřily růst vlasů, vousů a nehtů a absence rozkladu.
Obyvatelé Kisilova požadovali, aby státní úředník Frombald, společně s knězem, byli u exhumace přítomni coby představitelé státní administrativy. Frombald se je snažil přesvědčit, že k takovému činu nejprve bude potřeba získat oficiální povolení státních představitelů v Bělehradě. Vesničané ovšem odmítli ze strachu, že by upír mohl celou vesnici vyhubit, než takové povolení přijde a odvolávali se, že taková věc se již stala v době, kdy oblast byla pod Osmanskou nadvládou. Trvali tak na tom, že exhumaci buď okamžitě povolí sám Frombald, anebo že jinak vesnici všichni opustí, aby se zachránili. Frombald jim nakonec pod nátlakem vyhověl.
Frombald s knězem z města Veliko Gradište prohlédli již exhumované tělo a ke svému překvapení zjistili, že skutečně vykazuje známky vampirismu. Tělo bylo nerozloženo, vlasy i vousy byly od úmrtí delší, byly zde nová kůže a nehty, zatímco ty staré odpadly, a v ústech byla vidět krev. Tento pohled vyvolal u přihlížejících takové pobouření a znepokojení, že namístě tělu zarazili dřevěný kůl do srdce, následkem čehož mu začala z úst a uší vytékat na pohled čerstvá krev. Poté bylo tělo spáleno. Frombald o tomto případu následně podal hlášení, kde vznesl požadavek, aby v případě, že budou tyto činy shledány špatnými, neměl by za ně nést odpovědnost, neboť vesničané byli "strachy bez sebe". Nakonec však z celého případu nebyly vyvozeny žádné následky.
Popis tohoto případu byl jedním z prvních zdokumentovaných výpovědí týkajících se víry v upíry ve východní Evropě. Byl uveřejněn ve vídeňských novinách Wienerisches Diarium, dnes známých pod názvem Die Wiener Zeitung. Společně s podobným případem Arnolda Paoleho z let 1726–1732 přispěl k propuknutí upírské masové hysterie v Německu, Francii a Anglii. Později však bylo vysvětleno, že podivný vzhled těla, který byl považován za známku vampirismu, byl jen přirozeným průběhem rozkladu.

### Komentář
Ve svém díle De masticatione mortuorum in tumulis z roku 1725 se Michaël Ranft pokusil vysvětlit lidovou víru v upíry. Píše, že v případě, že nějaký vesničan zemřel, jiná osoba nebo více osob, často příbuzní prvního zemřelého, kteří se mrtvoly dotkli nebo ji viděli, následně zemřeli v následku nemoci spojené s kontaktem s mrtvým tělem nebo deliria zapříčiněného panikou z pohledu na mrtvé tělo. Tito umírající lidé pak říkali, že se jim mrtvý zjevoval a různými způsoby je trýznil. Ostatní vesničané pak mrtvolu vykopali, aby se přesvědčili, v jakém je stavu. K případu Petara Blagojeviče podává následující vysvětlení:[zdroj?]
Tento statečný muž zemřel náhlou, násilnou smrtí. Taková smrt může u pozůstalých vést k viděním, která po jeho smrti měli. Náhlá smrt umocňuje rozrušení v rodinném kruhu. Rozrušení jde ruku v ruce se zármutkem. Zármutek přináší melancholii. Melancholie vede k nespavosti a nočním můrám. Ty pak oslabují tělo i ducha, až se objeví nemoc, která nakonec způsobí smrt.

## Přezkoumání případu
Příběh nedávno[kdy?] vyvolal zájem o vesnici Kisiljevo mezi srbskými novináři. Podle bělehradských novin Glas javnosti, které citovaly tamního úředníka Bogičiče, už dnes obyvatelé vesnice nejsou schopni identifikovat Blagojevičův hrob a nevědí ani, jestli je s ním dnešní rodina nesoucí příjmení Blagojevič nějak spřízněna. Jedna osoba však popisovala příběhy z nedávnější doby, které se odehrály za života jejího dědečka. Šlo v nich o jistou ženu jménem Ruža Vlajna, která údajně měla vesnici strašit tím, že ničila hrnce visící ze střech a byla viděna, jak chodí po hladině Dunaje. Není však známo, zda byla také probodnuta kůlem. 